# Catalino Rivarola
Catalino Rivarola Méndez (Assunção,  30 de abril de 1965) é um ex-futebolista paraguaio que atuava como zagueiro.

## Carreira
Nascido nos arredores de Assunção, Rivarola iniciou a sua carreira em 1985, às vésperas de completar vinte anos, defendendo o Cerro Porteño. Atuou no Ciclón até 1991, tendo faturado três títulos nacionais (1987, 1990 e 1991), até ser contratado pelo Talleres, na época um clube expressivo da Argentina. Militou durante quatro anos com a camisa alviazulina, atuando em 98 partidas, marcando três gols, mas não ganhou nada com a equipe de Córdoba. Tal desempenho levou o Grêmio a apostar na contratação do zagueiro, que se tornaria mais tarde um dos homens de confiança de Luiz Felipe Scolari no Tricolor Gaúcho.
Rivarola fez parte do elenco gremista que angariou diversos títulos, sendo os mais relevantes o título da Libertadores de 1995 e o Campeonato Brasileiro de 1996, além do bicampeonato do Campeonato Gaúcho (1995-1996), do título da Copa do Brasil de 1997 e da Recopa Sul-Americana de 1996. Juntamente com Adílson Batista (atualmente treinador), fez um sólido miolo de zaga.
Em 1999, o Palmeiras, na fase áurea da "Era Parmalat", contrataria Felipão e Rivarola (especialmente para a disputa da Libertadores daquele ano), além de outros dois ex-jogadores do Grêmio: Francisco Arce (companheiro de Rivarola na Seleção Paraguaia) e o atacante Paulo Nunes. Aos 34 anos de idade, o zagueiro pouco fez enquanto esteve no Verdão, disputando apenas três partidas.
Fora dos planos do Palmeiras para 2000, Rivarola foi para o Rio de Janeiro, onde assinou com o America, onde também atuou pouco. No ano seguinte, retornou ao Paraguai para defender o Libertad, onde também teria atuações limitadas por conta de sua má forma física. Depois de algumas partidas, Rivarola anunciou o encerramento de sua carreira, aos 36 anos.

## Seleção Paraguaia
Pela Seleção do Paraguai, Rivarola disputou 52 partidas e marcou 3 gols. Esteve na Copa de 1998, mas sequer teve chances na participação dos Guaranis no torneio. Participou também de duas edições da Copa América, em 1989 e 1991.

## Títulos
Cerro Porteño
- Campeonato Paraguaio: 1987 e 1990

Grêmio
- Campeonato Gaúcho: 1995 e 1996
- Copa Libertadores da América: 1995
- Recopa Sul-Americana: 1996
- Campeonato Brasileiro de Futebol: 1996
- Copa do Brasil: 1997

Palmeiras
- Copa Libertadores da América: 1999